# Federazione cestistica della Dominica
La Federazione cestistica della Dominica è l'ente che controlla e organizza la pallacanestro in Dominica.
La federazione controlla inoltre la nazionale di pallacanestro della Dominica. Ha sede a Roseau e l'attuale presidente è Dave Baron.
È affiliata alla FIBA dal 1976 e organizza il campionato di pallacanestro della Dominica.